# ناردين بري
النَّاردِين البَرِّيّ أو الناردين الإِقْلِيطِيّ أو أسارون أو اسارون الزراونديات أو حشيشة الكابارية هو نبات اسمه العلمي (.Asarum europaeum L) من الفصيلة الزراوندية.

## الشكل
عشب معمر ينمو في اقطار المنطقة المعتدلة الشمالية، وفي بريطانيا أيضا، وله جذم (ريزومة) تخرج منه افرع هوائية زاحفة فوق الأرض، وتفرُّعه كاذب المحور، إذ ينتهي كل فرع بزهرة ويحمل عددا من الاوراق الحرشفية في جزئه السفلى وورقتين خضراوين في اعلاه، وازهاره منتظمة مكونة من غلاف زهري ذي ثلاث ورقات من اثنتي عشرة سداة وستة اخبية (كرابل) ملتحمة، وتتلقح الازهار بالحشرات ويتضج فيها الطلع قبل المتاع، ولها رائحة كافورية خفيفة، وكانت له استعمالات طبية في الماضي.

## معرض صور

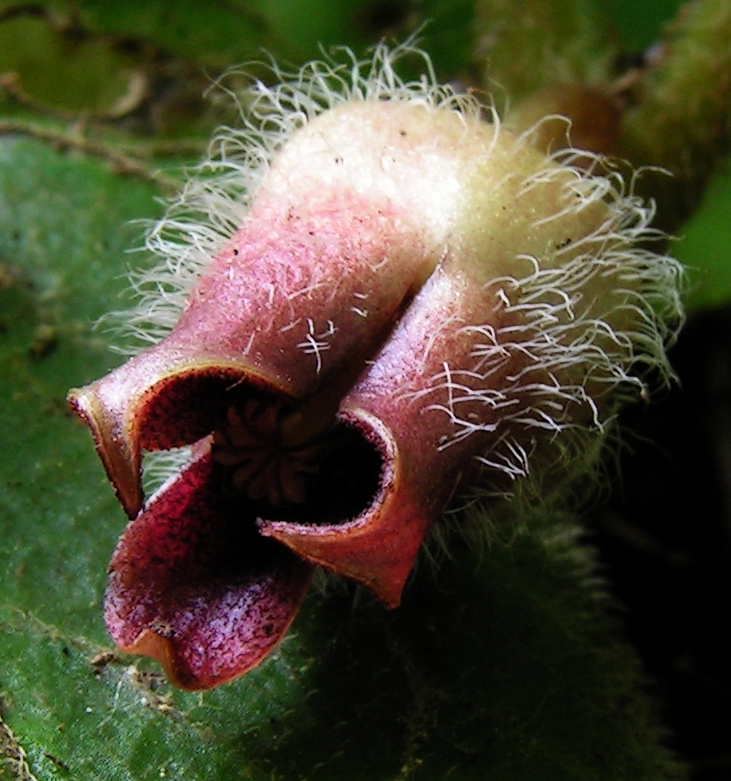
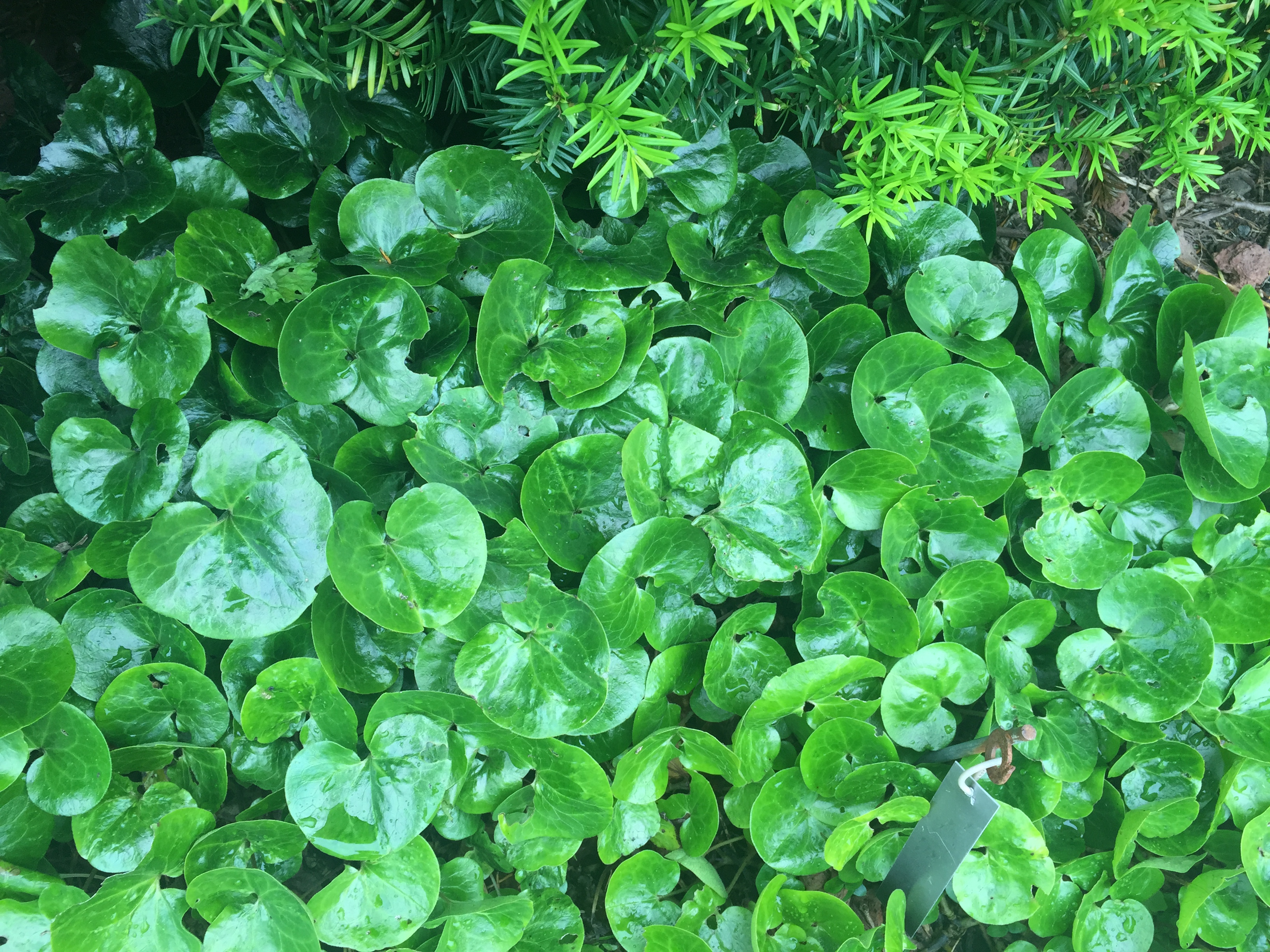
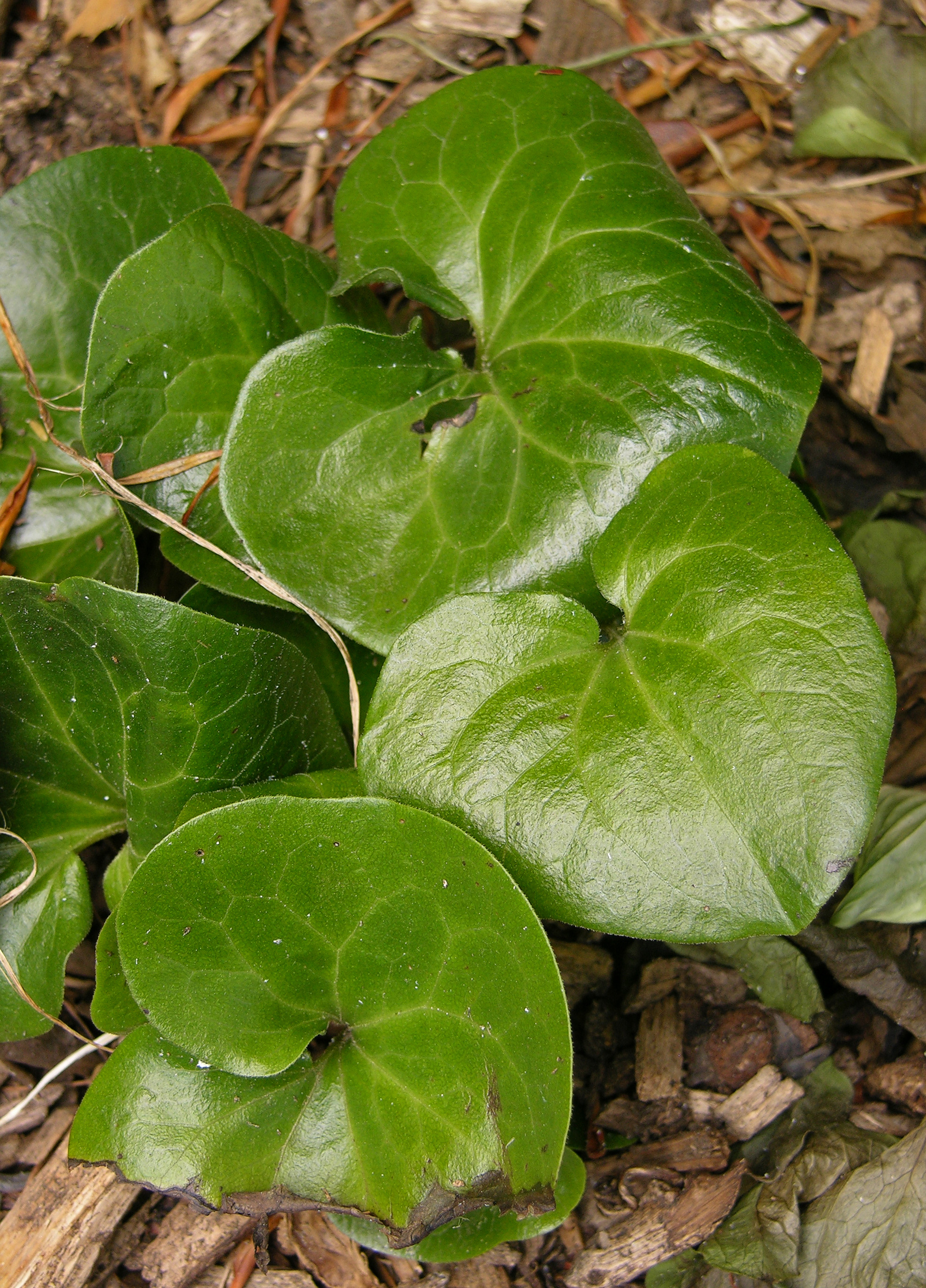